# Alessia McCaig
Alessia McCaig, née le 24 avril 2003 à Bendigo est une coureuse cycliste australienne, spécialiste de la vitesse sur piste.

## Biographie
Alessia McCaig commence à faire du vélo à l'âge de neuf ans et rejoint le Bendigo and District Cycling Club sur un vélo de seconde main de son frère aîné.
En décembre 2020, elle domine les championnats d'Australie sur piste juniors (17/18 ans) en décrochant trois titres : le 500 mètres, le keirin et la vitesse. En 2022, elle représente son pays lors des Jeux du Commonwealth de Birmingham, où elle prend la quatrième place de la vitesse par équipes et la huitième place sur le 500 mètres. En 2023, elle est championne d'Australie du 500 mètres et du keirin, ainsi que championnats d'Océanie de vitesse par équipes. 
En février 2024, elle obtient quatre médailles, dont le titre en vitesse par équipes lors des championnats d'Océanie. Le mois suivant, elle réalise le triplé 500 mètres, keirin et vitesse aux championnats nationaux. En octobre de la même année, elle décroche le bronze sur la vitesse par équipes des mondiaux sur piste de Ballerup.

## Palmarès sur piste

### Championnats du monde
| Édition / Épreuve | Vitesse | Vitesse par équipes | Keirin |
| Ballerup 2024     | 16e     | Bronze              | 11e    |

### Jeux du Commonwealth
| Édition / Épreuve | 500 mètres | Vitesse par équipes |
| Birmingham 2022   | 8e         | 4e                  |

### Championnats d'Océanie
| Édition / Épreuve | 500 mètres | Keirin | Vitesse individuelle | Vitesse par équipes |
| Brisbane 2022     | 4e         | 7e     | 5e                   | Argent              |
| Brisbane 2023     | 4e         | 7e     | 5e                   | Or                  |
| Cambridge 2024    | Bronze     | Argent | Bronze               | Or                  |
| Brisbane 2025     |            |        | Argent               | Argent              |

### Championnats nationaux
- 2020
  -  Championne d'Australie du 500 mètres juniors
  -  Championne d'Australie du keirin juniors
  -  Championne d'Australie de vitesse  juniors
- 2021
  -  Championne d'Australie de vitesse par équipes
- 2023
  -  Championne d'Australie du 500 mètres
  -  Championne d'Australie du keirin
- 2024
  -  Championne d'Australie du 500 mètres
  -  Championne d'Australie du keirin
  -  Championne d'Australie de vitesse
- 2025
  -  Championne d'Australie du keirin
  -  Championne d'Australie de vitesse